# Amaterasu
Amaterasu (天照?), Amaterasu-ō-mi-kami (天照大神 sau 天照大御神?) sau Ōhiru-menomuchi-no-kami (大日孁貴神?) este în mitologia japoneză zeița soarelui, și poate cea mai importantă zeitate (神 kami?) șintoistă. Referitor la cum s-a născut există două variante: 

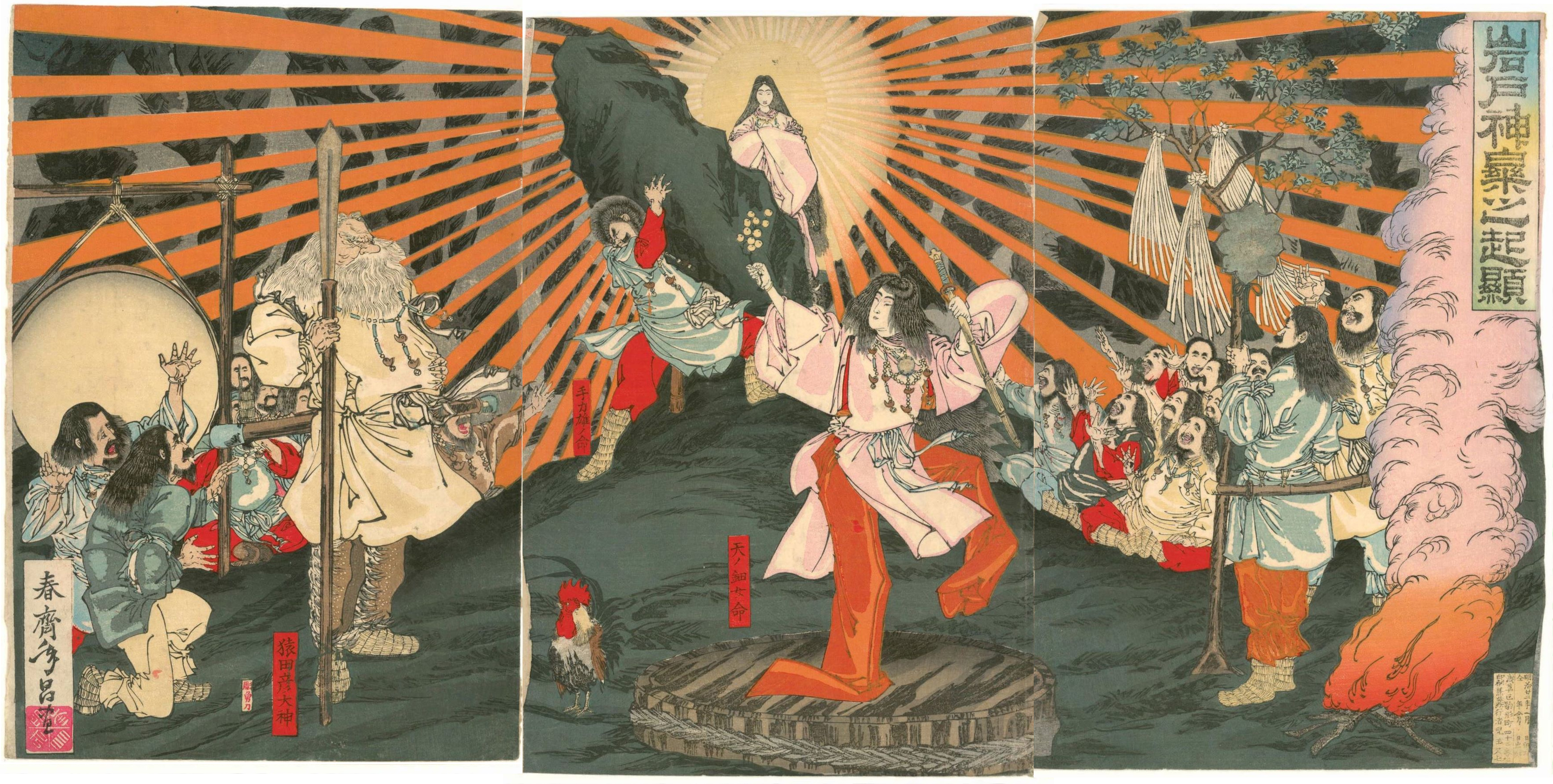
Amaterasu, ieșind din peșteră, readucând lumina solară în univers.

- conform cronicii Kojiki (712) s-a născută din ochiul stâng al zeului Izanagi în timp ce acesta se purifica ritual într-un râu după ce vizitase iadul (unde se dusese să își caute nevasta decedată).
- conform cronicii Nihon shoki (720) s-a născut ca urmare a relațiilor sexuale dintre zeul Izanagi și zeița Izanami.[3]

A devenit stăpâna Paradisului (Takamagahara). În trecut se considera că Familia Imperială a Japoniei și împăratul erau descendenți pe linie dreaptă ai zeiței.

## Povestea zeiței Amaterasu
Amaterasu este descrisă în Kojiki ca fiind zeița soarelui născută din ochiul lui Izanagi, care de asemenea l-a adus pe lume și pe Susanoo, zeul furtunii. În Kojiki se spune despre ea că este zeitatea din care emană întreaga lumină și este asociată cu soarele datorită cordialității și compasiunii sale față de oamenii care o venerau. Cu alte cuvinte zeița este o interpretare a luminii și a căldurii, văzute ca un simbol al iubirii și al purității. Zeița se află asftel în opoziție cu fratele ei, Susanoo, personificare a brutalității și a violenței. Un mit japonez descrie cum, odată, Amaterasu, supărată de comportamentul fratelui ei, s-a refugiat într-o peșteră, Amano-Iwato (Peștera Soarelui). Ea a ascuns toată lumina care emana din trupul ei, învăluind lumea în întuneric.
Conform mitului, Susanoo urma să fie trimis în lumea morților alături de Izanami, de către tatăl său, Izanagi. Însă Susanoo era înspăimântat de ce va vedea acolo și totodată invidios că Amaterasu avea parte de toate minunățiile raiului. De aceea, zeul a plecat spre Takamagahara, sub pretextul că vrea să-și ia rămas bun. Văzându-l că vine, zeița soarelui, cunoscându-l foarte bine, a pus în preajmă o tolbă cu săgeți și luat un arc pentru a-și asigura protecția. Amaterasu i-a ieșit în întâmpinare fratelui ei și a aflat că el vrea doar să-și ia rămas bun. Zeița a cerut atunci o dovadă pentru bunele lui intenții. Susanoo a propus să creeze copii divini care să conducă cu înțelepciune lumea. Amaterasu a fost de acord, a luat sabia fratelui ei, a rupt-o în bucăți și a transformat-o în trei zeițe, care erau mai frumoase ca orice alte zeițe din lume, în afară de Amaterasu. Susanoo i-a cerut atunci surorii sale cele cinci bijuterii pe care le avea la gât, și după ce le-a spart cu dinții a suflat o ceață luminoasă din care s-au născut cinci divinități masculine, mai puternice decât oricine, cu excepția zeului furtunii.
Când Susanoo, mulțumit de creația lui, și-a proclamat omnipotența, Amaterasu i-a amintit că cei cinci zei au fost născuți din colierul ei. Nervos că nu este apreciat, Susanoo devine dintr-odată violent și își pierde controlul. El a dat drumul ploilor și vântului, pe care le avea sub comandă, a distrus lanurile de orez pe care Amaterasu le îngrijise cu atâta grijă. Zeița soarelui se aștepta la așa ceva și nu a intervenit, gândindu-se că aceasta este firea fratelui său. Din păcate, însăși răbdarea zeiței l-a întărâtat și mai tare pe Susanoo. Zeul voia să o atragă și pe Amaterasu în această luptă, însă ea rămânea distantă, superioară lui.

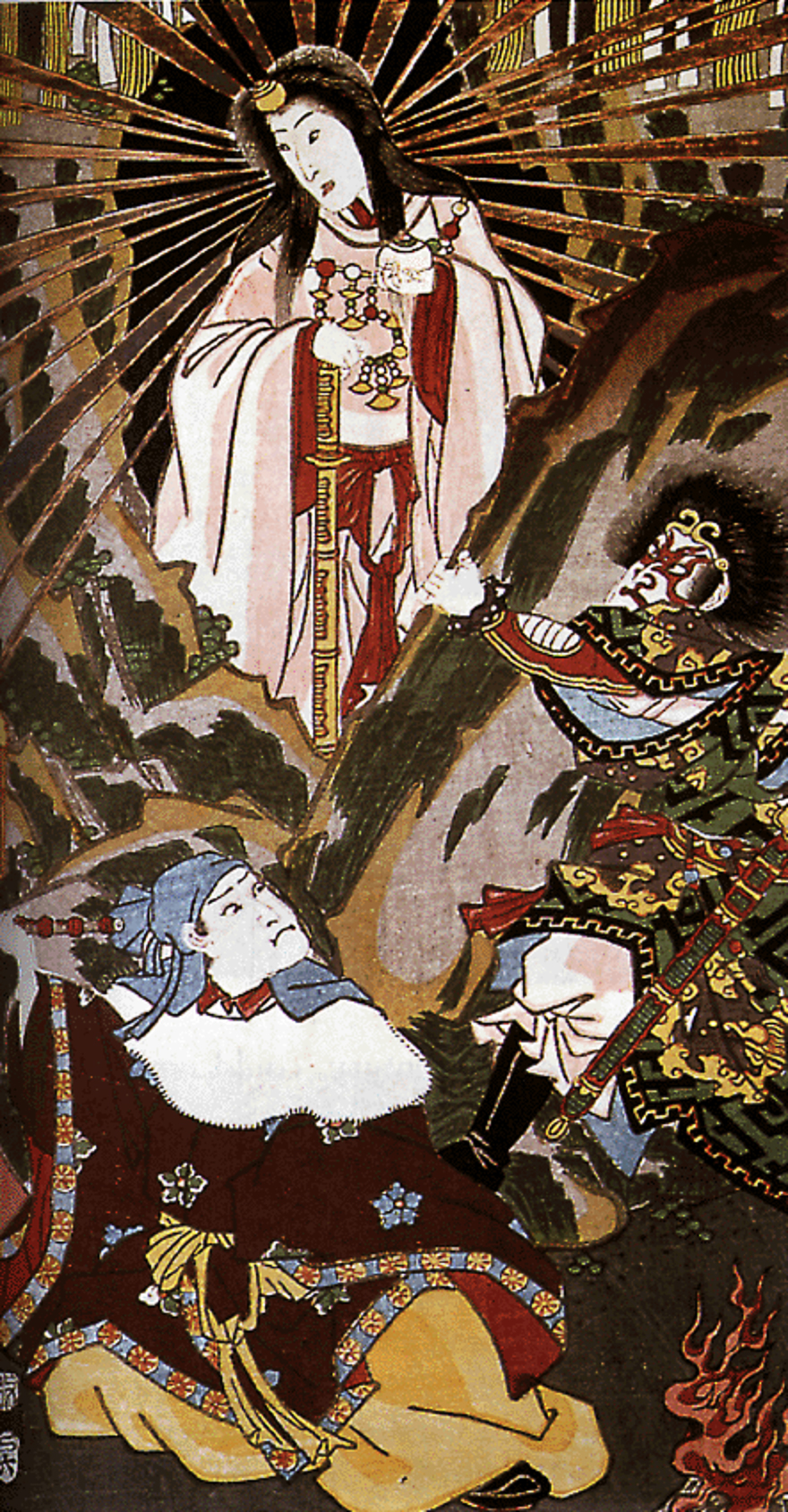
Amaterasu ieșind din peșteră

Într-o zi, Amaterasu și prietenele ei țeseau în camera sacră a zeiței haine pentru zei, când a venit Susanoo, hotărât să-i dea un ultim mesaj surorii lui. El a luat unul din caii zeiței (animale sacre pentru ea), l-a jupuit și l-a ucis, apoi a făcut o gaură în acoperiș și l-a aruncat în cercul de femei țesătoare. Pe șaua calului a scris "Lucrurile nu sunt întotdeauna atât de negre și albe precum par". Această întâmplare înfricoșătoare a făcut-o pe una din cele mai vechi prietene ale lui Amaterasu să moară la picioarele zeiței. Amaterasu a fost atât de speriată încât a fugit din palatul ei. A găsit o peșteră într-un colț liniștit al raiului, s-a refugiat în ea și a acoperit intrarea cu un bolovan. Lumea a fost adâncită în beznă. Cosiderându-se învinsă în lupta spirituală contra fratelui ei, Amaterasu a stat o perioadă destul de lungă în peșteră. Între timp recoltele oamenilor s-au veștejit fără lumina soarelui, iar oamenii, lipsiți de speranța de a o mai vedea din nou pe zeiță, au început să moară.
Văzând această situație, ceilalți zei s-au adunat și au plănuit să o scoată pe zeiță afară. Nici unul din ei nu a reușit să o convingă. Atunci, zeiței bucuriei, Ama-no-Uzume i-a venit o idee. A agățat o oglindă de bronz într-un copac de la intrarea în peșteră. Apoi s-a dezbrăcat de haine și s-a acoperit cu frunze de bambus și flori. A răsturant o cadă și a început să danseze pe ea, lovind-o cu picioarele. Zeii au fost impresionați de dansul ei erotic și au început să o aclame. Auzind zgomotul de afară, Amterasu a devenit curioasă și a vrut să vadă ce se întâmplă. Zeul forței s-a ascuns la intrarea în peșteră, cu gândul să o tragă afară pe Amaterasu, dacă aceasta apărea. Nu a mai fost însă nevoie de el, deoarece zeița, scoțând capul afară din peșteră a fost orbită de reflexia ei luminoasă în oglinda de bronz și, pentru moment a uitat de frică și durere.
Amaterasu s-a privit pentru prima oară în oglindă. De atunci, ea a hotărât să atârne oglinzi la intrarea în templele ei, astfel încât oricine ar fi trecut în dreptul lor, să se uite adânc în ele.
Mai târziu Amaterasu îl trimite pe nepotul ei Ninigi-no-Mikoto să aducă pacea în Japonia și îi oferă cele trei obiecte sacre numite "Comorile imperiale ale Japoniei": sabia Kusanagi, oglinda Yata no kagami, și bijuteria Yasakani no magatama. Un descendent al lui Ninigi-no-Mikoto a fost Jimmu, primul împărat al Japoniei.
Deși cunoscută și înfățișată ca o zeitate feminină, Kojiki nu dă informații despre sexul lui Amaterasu (japoneza nu folosește pronume diferite pentru genuri). Unii învățați au susținut că Amaterasu este bărbat.
Despre Amaterasu se spune că este inventatoarea țesutului, a tehnicilor de cultivare a orezului și grâului, a creșterii viermilor de mătase. Cel mai important altar al ei este Marele Sanctuar de la Ise (sau Ise-Jingu), aflat în Ise, Japonia, pe insula Honshu. Acolo, simbolul ei este o oglindă, unul din cele trei comori sacre.
Amaterasu este sărbătorită în fiecare an pe data de 17 iulie, prin procesiuni de stradă, în toată țara. Festivitățile din ziua de 21 decembrie, solstițiul de iarnă, comemorează ieșirea ei din peșteră.
În timpul Cel de-al Doilea Război Mondial, familia regală japoneză s-a proclamat descendentă a zeiței Amaterasu, iar împăratul a fost oficial considerat divin.